# Héréro (langue)
Cet article concerne la langue héréro. Pour le peuple héréro, voir Héréros.
Le héréro (autonyme : otjiherero ou ochiherero) est une langue bantoue parlée par le peuple des Héréros réparti pour une large part en Namibie, mais aussi par groupes au Botswana et dans des isolats en Angola. Le nombre de ses locuteurs s'élève au total à 150 000 personnes.

## Présentation
En Namibie, l'aire de répartition linguistique recouvre la zone appelée Hereroland ; elle consiste en une grande partie de la zone Est de la région d'Omaheke, ainsi qu'en des zones des régions d'Otjozondjupa et Kunene. Les Himbas, peuple cousin, parlent l’otjihimba, un dialecte du héréro. À Windhoek, la capitale de la Namibie, il existe une minorité hérérophone non négligeable.
À la fin du XIXe siècle, grâce à la traduction de la Bible en héréro par le missionnaire Gottlieb Viehe (de) (1839 - 1901), la langue parlée a été transcrite en langue écrite sur les bases de l'alphabet latin. Le père Peter Heinrich Brincker (de) (1836 - 1904), ayant une grande connaissance de cette langue, a traduit des écrits théologiques et des chants.
Le héréro est enseigné à l'école élémentaire comme langue maternelle et comme langue secondaire, et est à inscrire comme matière principale à l'Université de Namibie. Le héréro est aussi une des six langues minoritaires de la radio d'état namibienne . Embo Romambo a publié le seul dictionnaire héréro à ce jour.

## Écriture
| a  | b   | d  | ḓ | e | f | g | h | i | j  | k | l | m | mb | mw | n | ndj |
| ng | ngw | nj | ṋ | o | p | r | s | t | tj | ṱ | u | v | w  | y  | z |     |

## Codification
- Code de langue IETF : hz